# 高良弼
高良弼（1471年—1507年），字夢説，陕西临洮卫军籍西安府三原县人，明朝政治人物。

## 生平
弘治八年（1495年）乙卯科陕西鄉試第五十五名舉人。弘治十二年（1499年）中式己未科會試第七十七名，三甲第八十一名進士。十八年五月实授湖广道監察御史，巡京倉，查盤遼東邊儲，首劾劉瑾、苗逵不法數事，調掌貴州道，題設三邊宣大總制及京營兵十萬，恃以有備。巡按蘇松，振綱紀，慎舉錯，風采凜凜，卒於官，時年三十七。所著有西岩稿、奏议若干卷。

## 家族
曾祖高文；祖高志，義官；父高景，知县。母義氏。严侍下。兄良輔；弟良玉。